# Famiglia a palmetta persiana

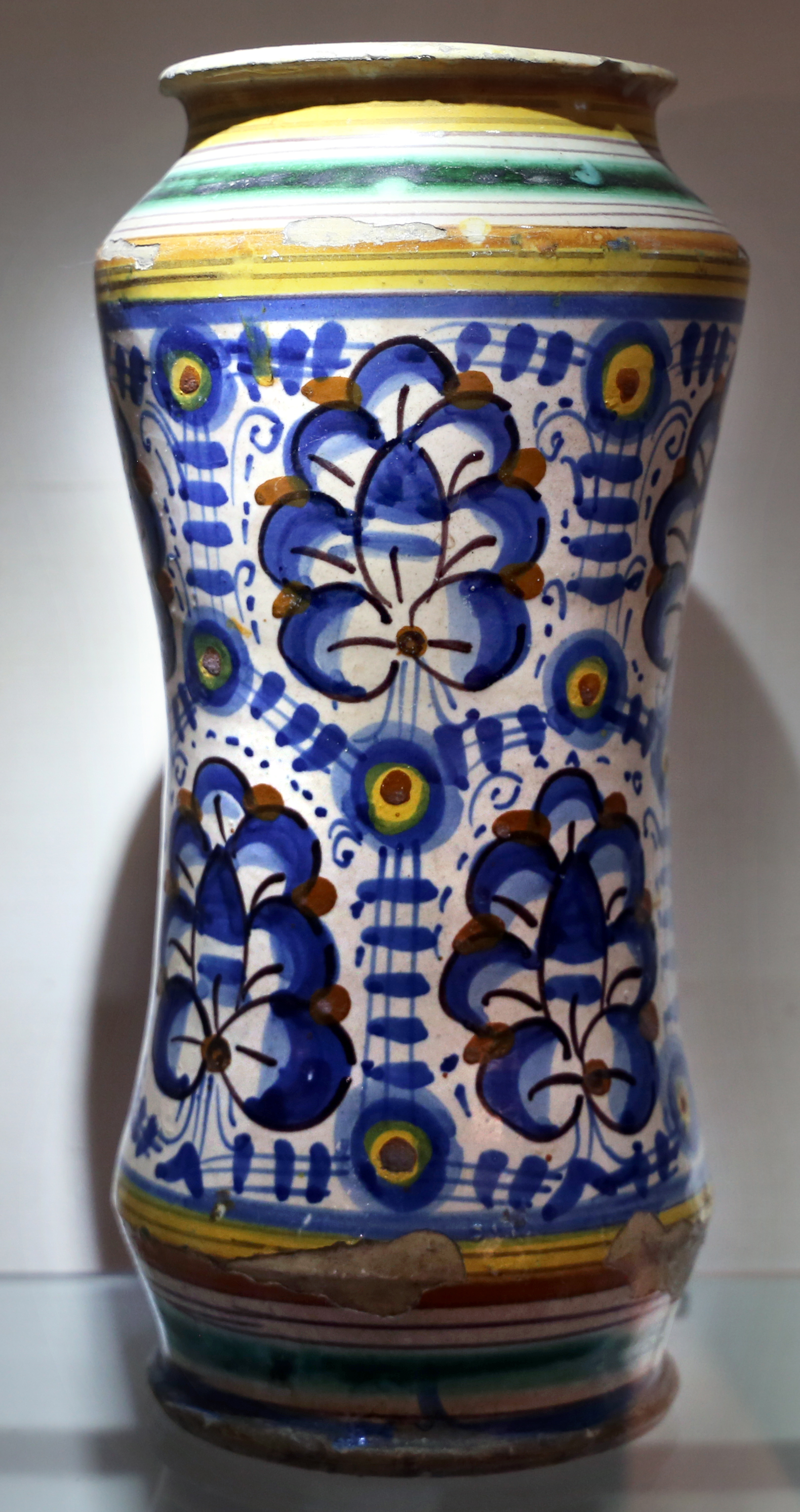
Montelupo, albarello con decorazione a palmette, 1540-70 circa, Museo di arte sacra di Massa Marittima)

La famiglia a palmetta persiana è un tipo di maiolica del XV secolo, diffuso nell'Italia centrale.
Secondo gli studi del ceramologo Ballarini, esso si caratterizza dal decoro a forma di palmetta di derivazione orientale, copiata dai disegni sui tappeti. Tale motivo può essere protagonista o riempire le tese dei piatti o gli spazi liberi in altri tipi di vasellame, come gli albarelli da farmacia. Questa famiglia presenta inoltre decorazioni figurate, con personaggi, animali, elementi vegetali e araldici, iscrizioni.